# Koch doch
Koch doch ist eine Fernsehsendung des Bayerischen Rundfunks mit dem Fernsehkoch und Restaurantbesitzer Alexander Herrmann. Wöchentlich donnerstags kocht Herrmann schnell zuzubereitende Speisen. Dabei wird er von wechselnden Gästen unterstützt. Die erste Sendung wurde am 12. Juli 2007 ausgestrahlt.